# Evral Trapp
Everal Reginald Trapp (Ciudad de Belice, Belice, 22 de enero de 1987), más conocido como Evral Trapp, es un jugador profesional beliceño de fútbol que se desempeña en la posición de defensor en Verdes Football Club, equipo perteneciente a la Liga Premier de Belice.

## Carrera
Trapp lleva jugando trece temporadas en el equipo Verdes Football Club, con el cual salió campeón de la Liga Premier de Belice en cinco oportunidades. También es parte de la Selección de fútbol de Belice.